# Kleiner Tunnel
Der Kleine (Scharflinger) Tunnel ist ein Bahntunnel der ehemaligen Salzkammergut-Lokalbahn (SKGLB) zwischen Hüttenstein und Scharfling im Land Salzburg, in der Nähe des Mondsees. Er diente wie der nahegelegene Hüttensteiner Tunnel von 1891 bis 1957 der Unterquerung der Scharflinger Höhe mit Schmalspurbahnen im Personen- und Güterverkehr.

## Streckenintegration
Der Kleine Tunnel befindet sich zwischen der ehemaligen Haltestelle Scharfling (Streckenkilometer 30,4) und dem Hüttensteiner Tunnel. Zwischen dem Tunnel und der Haltestelle Scharfling wurde eine Strecke von ungefähr 600 Meter zurückgelegt. Die Distanz zwischen dem Kleinen Tunnel und dem Hüttensteiner Tunnel belief sich auf ungefähr 660 Meter.

## Gegenwart
Der Tunnel ist auch heute noch begehbar, befindet sich jedoch in einem zunehmend verfallenden Zustand. Heutzutage wird er vor allem von Wanderern und Spaziergängern genutzt, da ein schmaler Forstweg durch ihn hindurchführt. Im Jahr 2017 planten die Bundesländer Salzburg und Oberösterreich, den Tunnel durch die Umwidmung der alten Bahntrasse in einen Radweg wiederzubeleben. Die Eröffnung war für den Herbst 2018 vorgesehen, und die geschätzten Kosten beliefen sich auf 3,3 Millionen Euro. Das Projekt wurde jedoch letztlich nicht realisiert.

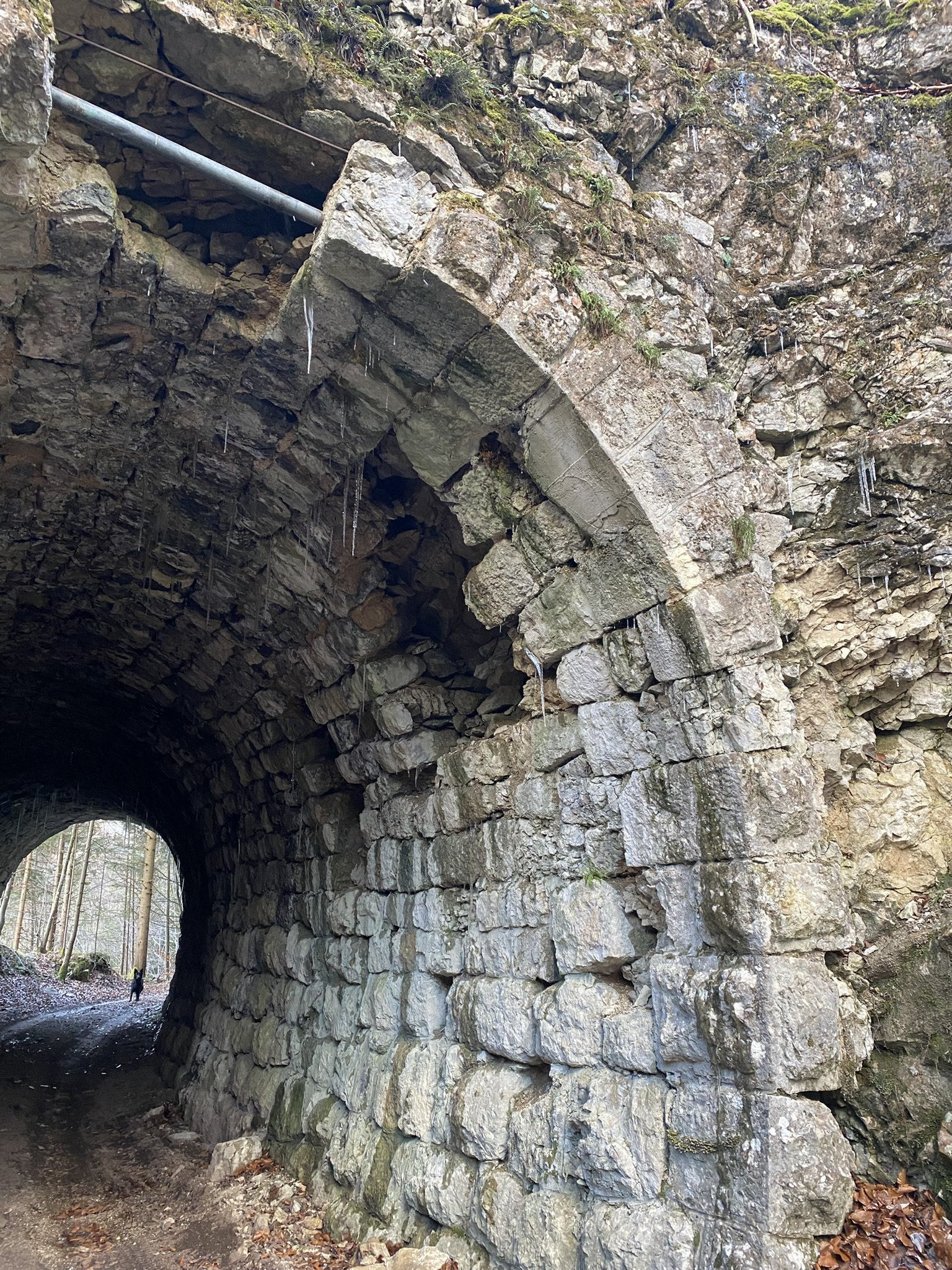
Verfall der Tunnelwand, 2025
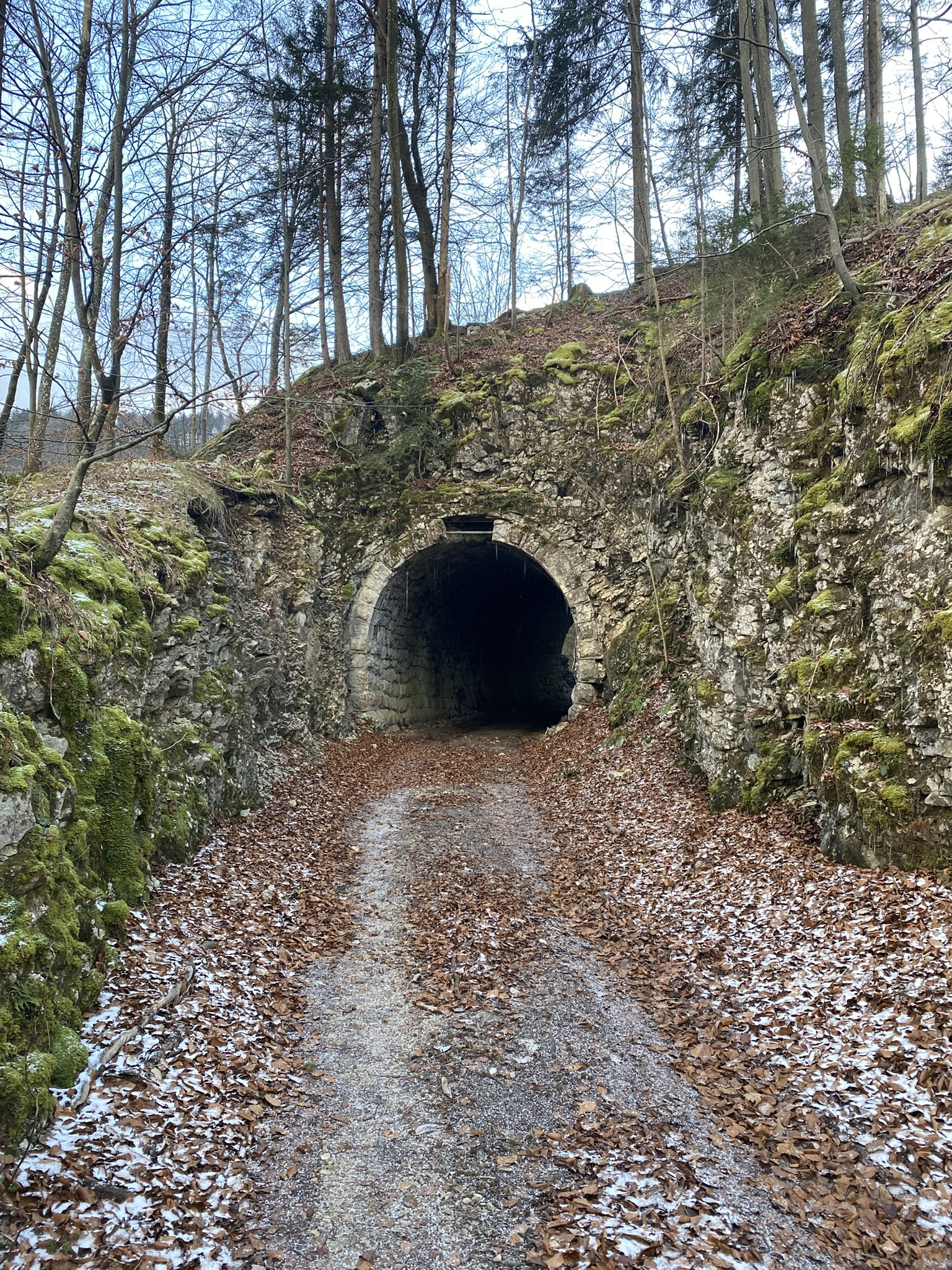
Kleiner Tunnel von Richtung Scharfling, 2025

## Technische Beschreibung des Tunnel-Regelprofils
Die Geometrie des Salzkammergut-Lokalbahn-Tunnelprofils basiert auf drei Kreissegmenten mit unterschiedlichen Radien, die an ihren Schnittpunkten fließend ineinander übergehen. Dadurch entsteht eine harmonische Kontur, die statischen und dynamischen Belastungen gleichermaßen standhält. Das Profil ist symmetrisch zur Mittellinie ausgeführt, was eine gleichmäßige Lastverteilung und hohe Stabilität gewährleistet.
Am Tunnelboden wurde eine spitz zulaufende Senke integriert, die als Bettung für die Gleise und den Gleisschotter dient. Diese Vertiefung verbessert nicht nur die Stabilität des Gleisaufbaus, sondern erleichtert auch die Drainage, indem sie das Eindringen und Ableiten von Wasser optimiert, da die Tunnelwände nicht wasserdicht ausgebaut wurden.
Die Tunnelwände bestehen aus exakt aufeinander abgestimmten Natursteinblöcken, die nach dem Prinzip des selbsttragenden Gewölbes verbaut wurden. Diese Bauweise nutzt die einwirkenden Kräfte gezielt zur Selbstverstärkung: Unter Belastung verdichtet sich die Struktur, wodurch sich die Stabilität des gesamten Tunnels erhöht – ein bewährtes Konstruktionsprinzip historischer Ingenieurbauwerke.
Um den Zentrifugalkräften in Kurvenfahrten entgegenzuwirken und den Fahrkomfort zu verbessern, wurde in Kurvenpassagen eine Überhöhung von bis zu 42 mm vorgesehen. Dabei liegt eine Schiene höher als die andere, wodurch sich die auf das Fahrzeug wirkenden Kräfte besser ausgleichen und der Verschleiß der Schienen reduziert wird.
Im technischen Bericht der Salzkammergut-Lokalbahn aus dem Jahr 1890 werden vier Gebirgstypen definiert, denen jeweils ein spezifischer Tunnel-Regelquerschnitt zugeordnet ist.
Typ I wird in festen, nicht verwitternden Gesteinen ohne jeglichen Ausbau ausgeführt.
Typ II sieht eine Ausmauerung der Kämpfer- und Firstbereiche vor, die am Kalottenfuß ansetzt. Diese Bauweise wird empfohlen, wenn die Schichtungen in der oberen Leibung Loslösungen befürchten lassen.
Typ III umfasst eine durchgehende, 0,55 Meter starke Ausmauerung bis zur Sohle. Dieser Querschnitt wird in Gesteinen angewendet, die beim Ausbruch keine Zimmerung erfordern, bei denen jedoch mit Verwitterung oder Ablösungen im Laufe der Zeit zu rechnen ist.

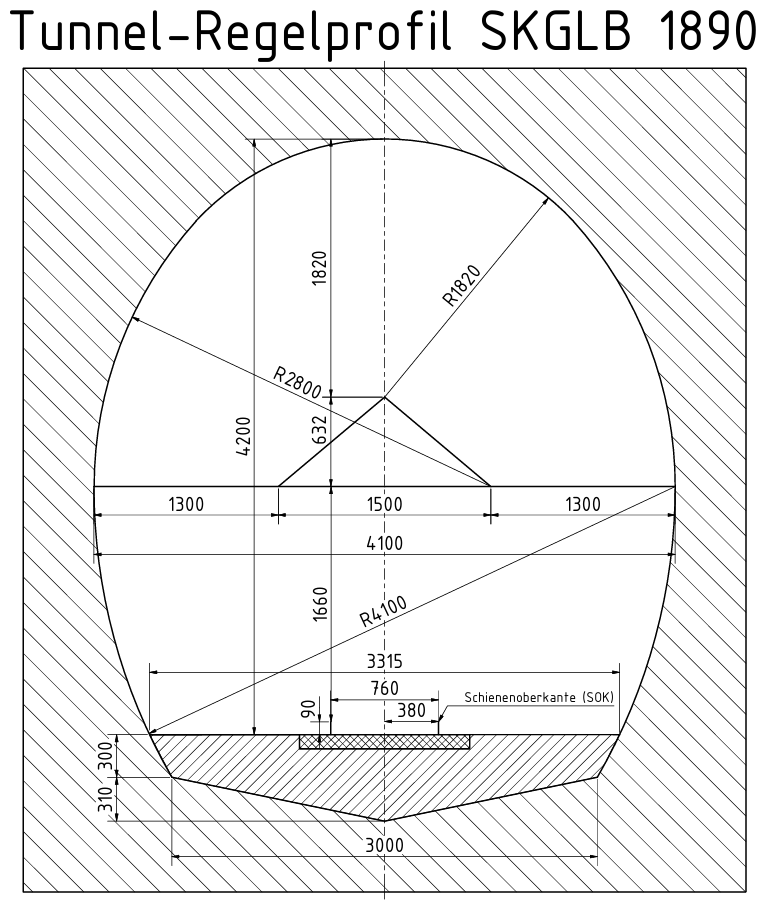
Tunnel-Regelprofil Typ I
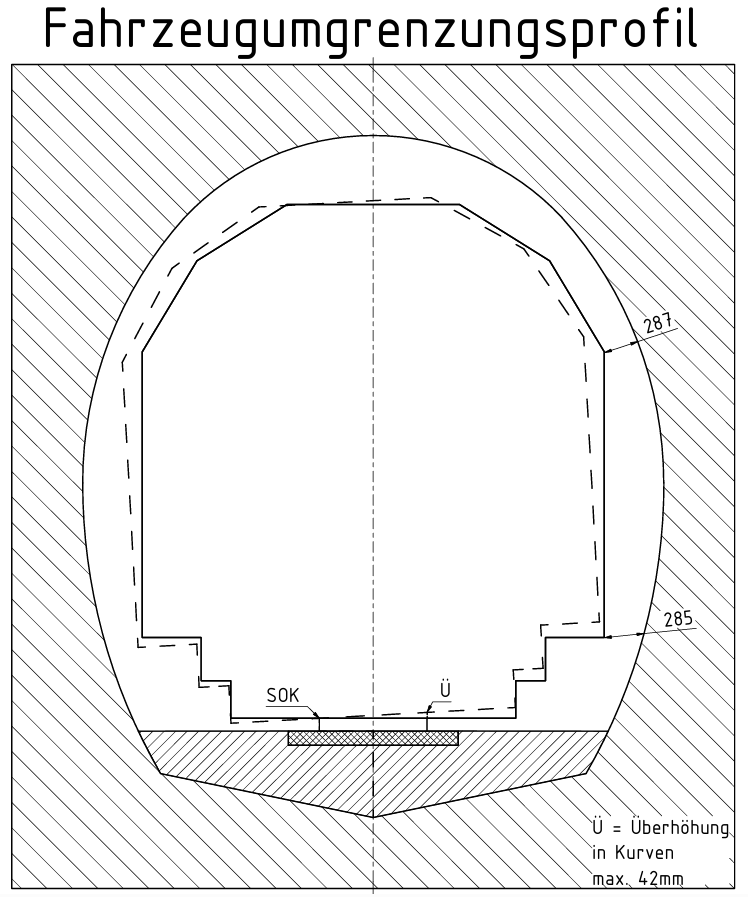
Fahrzeugumgrenzungsprofil Typ I
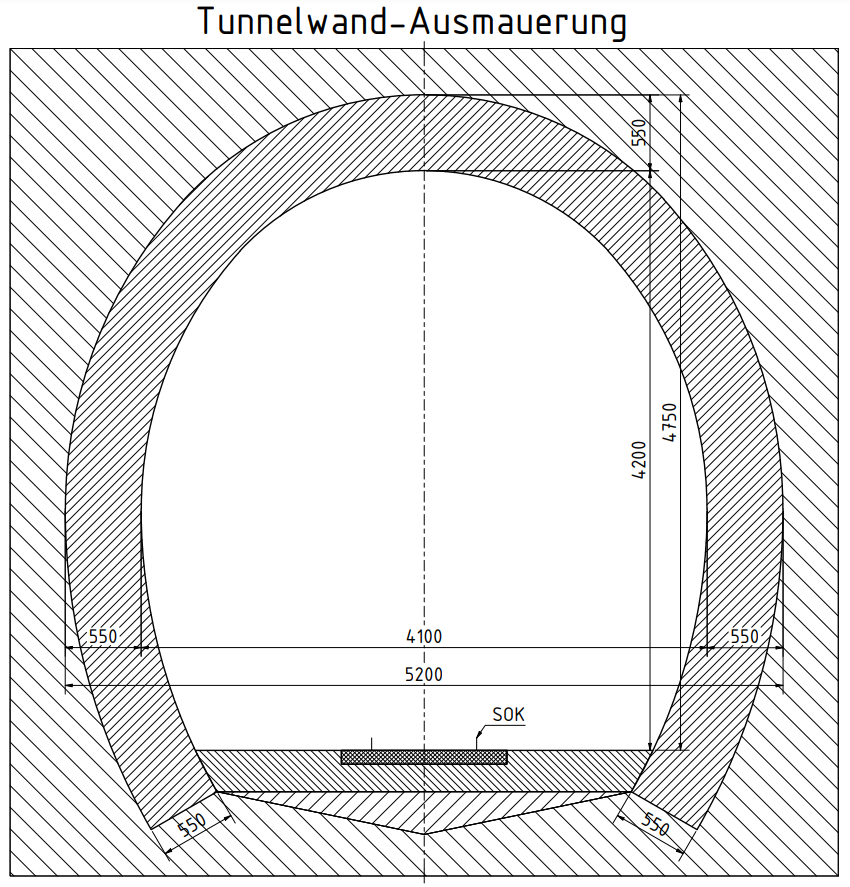
Tunnelwand Ausmauerung Typ III